# Krucz
Krucz [krut͡ʂ] (deutsch Krutsch) ist ein Dorf in der Gmina Lubasz, in der polnischen Woiwodschaft Großpolen. Es liegt 8 km westlich von Lubasz, 12 km südwestlich von Czarnków (Czarnikau) und 61 km nordwestlich von Poznań (Posen).